# Lions for Lambs
Lions for Lambs is een film uit 2007 onder regie van Robert Redford.

## Verhaal
Dr. Malley is een idealistische professor die twee leerlingen weet te inspireren om met hun studie te stoppen om lid te worden van de troepen die naar Afghanistan gaan. Ondertussen vormt senator Jasper Irving een grote bedreiging, aangezien hij van plan is een onthullend, controversieel en choquerend interview te geven aan een tv-journaliste.

## Rolverdeling
| Acteur             | Personage                |
| ------------------ | ------------------------ |
| Derek Luke         | Arian Finch              |
| Tom Cruise         | Senator Jasper Irving    |
| Robert Redford     | Professor Stephen Malley |
| Meryl Streep       | Janine Roth              |
| Peter Berg         | Lt. Col. Falco           |
| Michael Peña       | Ernest Rodriguez         |
| Andrew Garfield    | Todd Hayes               |
| Kristy Wu          | studente                 |
| Larry Bates        |                          |
| George Back        |                          |
| Kevin Dunn         | Editor bij ANX           |
| Christopher Carley |                          |